# Sin señas particulares
Sin señas particulares es una película mexicana, ópera prima de la directora mexicana Fernanda Valadez, estrenada en 2020. La pieza aborda la temática de violencia en el camino de las personas inmigrantes en el cruce hacia Estados Unidos. Testimonios de madres y familias de desaparecidos recopilados por periodistas mexicanos sirvieron como eje para el guion. Valadez ha dedicado el filme a todas las familias de  desaparecidos en México a consecuencia de la migración.
Ha ganado varios premios en festivales de cine internacionales en Sundance, San Sebastián, Zúrich, Salónica, etc. E igualmente obtuvo reconocimiento en su país de origen con su victoria en la competencia de Largometraje Mexicano el Festival Internacional de Cine de Morelia y con sus nominaciones por parte de la Academia Mexicana de Artes y Ciencias Cinematográficas a 16 categorías en los Premios Ariel, de los cuales se llevó 9, incluyendo Mejor Película, Mejor Dirección, Mejor Actriz, Mejor Coactuación Masculina, Mejor Guion Original, entre otros.

## Sinopsis
Magdalena (Mercedes Hernández) realiza un viaje complicado buscando a su hijo (Juan Jesús Varela), desaparecido en el intento de cruzar a Estados Unidos. En el camino conoce a Miguel (David Illescas), recién deportado de  Estados Unidos que viaja a reencontrarse con su madre a un pueblo fantasma dominado por el narco.

## Premios y nominaciones
| Premio                                     | Categoría                                                            | Nominados | Resultado | Ref.   |
| ------------------------------------------ | -------------------------------------------------------------------- | --- | --------- | ------ |
| 63 Entrega de los Premios Ariel            | Mejor Película                                                       | Corpulenta Producciones, FOPROCINE, Avanti Pictures, EnAguas Cine, Nephilim Producciones. Dir. Fernanda Valadez                                                               | Ganadores | [ 8 ]  |
| 63 Entrega de los Premios Ariel            | Mejor Dirección                                                      | Fernanda Valadez | Ganadora  | [ 8 ]  |
| 63 Entrega de los Premios Ariel            | Mejor Actriz                                                         | Mercedes Hernández | Ganadora  | [ 8 ]  |
| 63 Entrega de los Premios Ariel            | Mejor Coactuación Masculina                                          | David Illescas | Ganador   | [ 8 ]  |
| 63 Entrega de los Premios Ariel            | Mejor Revelación Actoral                                             | Ana Laura Rodríguez | Nominada  | [ 8 ]  |
| 63 Entrega de los Premios Ariel            | Mejor Revelación Actoral                                             | Juan Jesús Varela | Nominado  | [ 8 ]  |
| 63 Entrega de los Premios Ariel            | Mejor Guion Original                                                 | Fernanda Valadez, Astrid Rondero | Ganadoras | [ 8 ]  |
| 63 Entrega de los Premios Ariel            | Mejor Sonido                                                         | Omar Juárez, Milton Aceves, Alejandro Mayorquín, Misael Hernández "Topillo"                                                                                                   | Nominados | [ 8 ]  |
| 63 Entrega de los Premios Ariel            | Mejor Música Original                                                | Clarice Jensen | Nominada  | [ 8 ]  |
| 63 Entrega de los Premios Ariel            | Mejor Maquillaje                                                     | Neftalí Zamora, Tanía Larizza | Nominados | [ 8 ]  |
| 63 Entrega de los Premios Ariel            | Mejor Diseño de Arte                                                 | Dalia Reyes | Nominada  | [ 8 ]  |
| 63 Entrega de los Premios Ariel            | Mejores Efectos Visuales                                             | Darío Basile, Curro Muñoz, Lara Gómez del Pulgar, Mario Lucero Recio, Carlos Claramunt Terol, Jaime Rafael Fuente, Pablo Lamosa Barros, Ricardo G. Elipe, Antonio Ramos Ramos | Ganadores | [ 8 ]  |
| 63 Entrega de los Premios Ariel            | Mejores Efectos Especiales                                           | José Ángel Cordero, Mahonrri Laurencio Cordero Ortiz, José Martínez «Josh» | Nominados | [ 8 ]  |
| 63 Entrega de los Premios Ariel            | Mejor Edición                                                        | Fernanda Valadez, Astrid Rondero, Susan Korda | Ganadoras | [ 8 ]  |
| 63 Entrega de los Premios Ariel            | Mejor Fotografía                                                     | Claudia Becerril Bulos | Ganadora  | [ 8 ]  |
| 63 Entrega de los Premios Ariel            | Mejor Ópera Prima                                                    | Fernanda Valadez | Ganadora  | [ 8 ]  |
| Festival de Cine de Sundance               | Premio del Gran Jurado - Competencia Dramática de Cine Mundial       | Sin señas particulares | Nominado  | [ 11 ] |
| Festival de Cine de Sundance               | Premio de la Audiencia - Competencia Dramática de Cine Mundial       | Sin señas particulares | Ganador   | [ 11 ] |
| Festival de Cine de Sundance               | Premio del Jurado Especial Dramático de Cine Mundial por Mejor Guion | Astrid Rondero y Fernanda Valadez por Sin señas particulares | Ganadoras | [ 11 ] |
| Premios Gotham                             | Mejor Película Internacional                                         | Sin señas particulares | Ganador   | [ 12 ] |
| Premios Gotham                             | Premio de la Audiencia                                               | Sin señas particulares | Nominado  | [ 12 ] |
| Festival de Cine de San Sebastián          | Premio Horizontes Latinos                                            | Sin señas particulares | Ganador   | [ 13 ] |
| Festival de Cine de San Sebastián          | Premio Cooperación Española                                          | Sin señas particulares | Ganador   | [ 13 ] |
| Festival de Cine de Zúrich                 | Ojo de Oro                                                           | Sin señas particulares | Ganador   | [ 14 ] |
| Festival Internacional de Cine de Salónica | Alejandro de Oro                                                     | Sin señas particulares | Ganador   | [ 15 ] |
| Festival Internacional de Cine de Morelia  | Ojo a Largometraje Mexicano                                          | Sin señas particulares | Ganador   | [ 16 ] |
| Festival Internacional de Cine de Morelia  | Premio del Público a Largometraje Mexicano                           | Sin señas particulares | Ganador   | [ 16 ] |
| Festival Internacional de Cine de Morelia  | Ojito a Mejor Actriz de Largometraje Mexicano                        | Mercedes Hernández | Ganadora  | [ 16 ] |